# Köpings pastorat
För det historiska pastoratet på Öland, se Köpings församling, Växjö stift
Köpings pastorat är ett pastorat i Södra Västmanlands kontrakt i Västerås stift i Köpings kommun i Västmanlands län. 
Pastoratet bildades 2014 genom sammanläggning av pastoraten:
- Köpingsbygdens pastorat
- Malma pastorat

Pastoratet består av följande församlingar:
- Köpingsbygdens församling
- Malma församling

Pastoratskod är 050206.